# 海纳开碧
海纳开碧塑料有限公司（Hana Cobi Plastic Co, Ltd.) 是韩国塑料公司，总部设在首尔瑞草區。公司成立于1978年，「乐扣乐扣」保鲜盒产品线是公司迄今为止知名度最高的产品。

## 工厂分布
- 龙仁市
- 牙山市
- 上海市
- 苏州市
- 加利福尼亚州欧文市
- 巴地頭頓省

## 其他国际网络
- 上海乐扣乐扣贸易有限公司 (中国)
- 威海海纳开碧日用品有限公司 (中国)
- 欧洲海纳开碧 (捷克)
- 美国海纳开碧 (美国)
- 拉美海纳开碧 (美国)
- 中东海纳开碧 (黎巴嫩)